# طعنه
واژه طعنه از لغت به معنای نیزه زدن ریشه گرفته‌است. دهخدا طعنه را چنین تعریف می‌کند: " عیب‌جویی کردن، توبیخ و سرزنش کردن. بیغاره؛ ملامت و گواژه. به معنی بد گفتن کسی را مجاز است و با لفظ کشیدن و بردن و زدن و کردن و داشتن و فروختن و باریدن مستعمل"

نمونه‌هایی از کاربرد واژه طعنه در ادبیات فارسی بدین شرح است:
- به دل کین همی داشت [ گرزم ] ز اسفندیار ندانم چه‌شان بود ز آغاز کار. (از شاهنامه)
- هر آنجا که آواز او آمدی از او زشت گفتی و طعنه زدی. دقیقی
- غلام و جام می را دوست دارم نه جای طعنه و جای ملام است. (از دیوان منوچهری)

## تعریف واژه
طعنه که در زبان انگلیسی سارکزم (به انگلیسی: sarcasm)خوانده می‌شود، سخنی تلخ، با بیانی برنده، و تمسخر و دست انداختنی است که معمولاً با ریشخند هزل یا دست کم گرفتن بیان می‌شود. برای اولین بار در زبان انگلیسی در ۱۵۷۹ میلادی این واژه در یک توضیح بر تقویم چوپانان اثر ادموند اسپنسر ثبت شده‌است.

بیشتر نویسندگان میان طعنه و کنایه تفاوت قائل می‌شوند. با این حال، بعضی معتقدند که طعنه، گاهی یا بیشتر اوقات شامل کنایه نیز می‌شود. مبدأ واژهٔ طعنه در انگلیسی از واژه یونانی sarkasmos به معنی زخم زدن، دندان ساییدن، و تلخ‌زبانی کردن گرفته شده‌است.

در طعنه، دست انداختن و ریشخند به شکلی ظالمانه و نامحترمانه برای مقاصدی ویرانگر استفاده می‌شود. ممکن است به شکل غیر مستقیم و به شکل هزل کنایی، به مانند "عجب موسیقیدان ظریفی هستی تو" یا "اصلاً به کلی آدم دیگه‌ای شده‌ای ..." یا " مرسی از همه برای کمک‌های اولیه که یک سال طول کشید"، استفاده شود یا شکل مستقیمی به خود بگیرد مثل "اگه دو تا دستیار داشتی نمی تونستی یه قطعه رو درست اجرا کنی." کیفیت متمایزکننده طعنه در نحوهٔ بیان واژه است و عمدتاً با لحن جمله آشکار می‌شود.

نظرهای منتقدانه و غیردوستانه ممکن است به هزل بیان شود، مثل گفتن "خیلی سخت کار نکن" به یک فرد تنبل. استفاده از هزل قدری به شوخ‌طبعی بیان می‌افزاید که انتقاد را مودبانه‌تر و کم‌تر پرخاش گرانه می‌نماید.

طعنه ممکن است به شکل نوشتار مورد غفلت قرار گیرد، زیرا در بیشتر اوقات نیازمند تغییر لحن و آهنگ جمله برای بیان کنایه و گوشه‌است. فهم درک ظرافت این استفاده از زبان مستلزم تعبیر درجه دو نیت گوینده است؛ قسمت‌های مختلف مغز باید با یک‌دیگر کار کنند تا موفق به فهم طعنه شوند. این پیچیدگی فهم طعنه را برای بسیاری از کسانی که از آسیب مغزی رنج می‌برند مانند، فراموشی و اوتیسم (البته نه همیشه) سخت می‌کند. تحقیقات به وسیلهام آر آی نشان می‌دهد که بیمارانی با آسیب در قسمت لبّ پیشاجلوی مغز (پری فرنتال کورتکس) در درک جنبه‌های غیر کلماتی زبان، مانند لحن، دچار مشکل هستند.

در کتاب سنجش خرد طعنه نوشته ویلیام برنت، طعنه به عنوان یکی ابزار شناختی احساسی فرض شده که انسان‌های بالغ برای برای سنجش مرز ادب و حقیقت در مکالمه استفاده می‌کنند. تشخیص و بیان طعنه هر دو نیازمند توسعه درک شکل‌های زبانی هستند، به خصوص اگر طعنه بدون ایما و اشاره بیان شود.

طعنه از دروغ گویی پیچیده‌تر است، چون دروغ‌گویی در سه سالگی اتفاق می‌افتد، در حالی که طعنه سال‌ها بعد از توسعه روانی اتفاق می‌افتد. طبق نظر برنت طعنه "شکلی از بیان زبان است که در آن گوینده عبارتی را تأیید می‌کند که مورد اعتقاد گوینده نیست، یعنی گوینده به معنی ظاهری جمله باور ندارد، و معنی مورد نظر گوینده از معنی جمله متفاوت است."

تشخیص طعنه بدون ایما و اشاره در ابتدای بلوغ یا پس از آن توسعه پیدا می‌کند. در طعنه، یک نکته آزاردهنده که نیازمند درک تعبیر‌کننده‌است وجود دارد. این نکته دلالت ضمنی گوینده و در ارتباط با پیش‌زمینه سخن است. کنایه، در مقابل، معمولاً عنصر ریشخند ندارد، مگر اینکه طعنه کنایی باشد. مشکلات این تعریف و اینکه چرا این تعاریف به شکل عمیقی تفاوت میان طعنه و کنایه را مشخص نمی‌کند به ایده‌های چنین برمی‌گردد که (۱) مردم می‌توانند تظاهر کنند که به آن‌ها توهین شده (نشده) وقتی که مورد توهین قرار گرفته‌اند (نگرفته‌اند).

(۲) فرد ممکن است ابتدا احساس کند که دست انداخته شده، در حالیکه بعدها آن نظر را خنثی یا حتی خنده‌دار بیابد.

(۳) فرد ممکن است سال‌ها بعد از شنیدن نظر آن را اذیت‌کننده بیابد."

## منظر فرهنگی
منظر فرهنگی در باب طعنه بسیار متفاوت است و برخی فرهنگ‌ها و گروه‌های زبانی آن را به درجات مختلف توهین‌آمیز میدانند. توماس کرلیل با رد کردن آن می‌گوید: اکنون، طعنه را زبان شـَر می‌بینم؛ و این دلیل خوبی است تا از آن دوری گزینیم."

در مقابل، فیودور داستایوفسکی طعنه را به عنوان گریه درد می‌یابد: "طعنه معمولاً آخرین پناه مردمان متواضع و پاک‌دامن است وقتی که خلوت و روح آن‌ها به شکلی سخت و مداخله‌جویانه مورد حمله واقع شده."
در سریال شب‌های برره، ساخته مهران مدیری، مفهوم طعنه را با اصطلاح افعال معکوس بازتعریف کرد.

## علامت‌گذاری طعنه
با اینکه در زبان انگلیسی هیچ روش معیاری برای علامت‌گذاری کنایه یا طعنه در مکالمات نوشته وجود ندارد، چندین شکل علامت‌گذاری پیشنهاد شده‌است. در میان قدیمی‌ترین‌ها می‌توان به روش علامت سؤال معکوس (شبیه علامت سؤال عربی)، توصیه شده با هانری دنهام، و علامت کنایه، توصیه شده با آلکانتر دو براهم در قرن ۱۹ اشاره کرد. اگر دو این علامت‌ها معمولاً با علامت سؤال عقبگرد نشان داده می‌شدند. در میان علامت‌های جدید تر می‌توان به نشان جدیدتر طعنه موسوم به «اسنارک مارک» اشاره کرد. تمام این علامت‌گذاری‌ها بدین منظور استفاده می‌شوند تا به خواننده یادآوری کنند که جمله را باید در مرتبه دوّم معنی درک کرد. علامت تعجب در پرانتز یا علامت سؤال یا علامت نقل قول هم گاهی برای بیان کنایه یا طعنه به کار می‌روند. در بعضی زبان‌های اتیوپیایی، طعنه و عبارت‌های ناواقع‌گرا با علامت موسوم به «تمهرته اسلق»، یک نشانه شبیه علامت سؤال معکوس، بیان می‌شود. در زیرنویس کردن برای ناشنوایان، طعنه و کنایه معمولاً با (!) نشان داده می‌شوند.